# Barbara Guzik
Barbara Janina Guzik (ur. 19 kwietnia 1939 w Stobiernej, zm. 28 maja 2022) – polska filolog i wykładowczyni, wiceprezydent Krakowa w latach 1975–1986.

## Życiorys
Ukończyła studia wyższe z dziedziny filologii polskiej i pedagogiki, następnie uzyskała stopień doktora nauk humanistycznych. Początkowo pracowała w krakowskim szkolnictwie podstawowym i średnim, później wykładała w Wyższej Szkole Pedagogicznej w Krakowie. W 2004 uzyskała habilitację z dziedziny językoznawstwa. Wykłada na Wydziale Humanistycznym Uniwersytecie Pedagogicznym im. Komisji Edukacji Narodowej w Krakowie (w Instytucie Filologii Polskiej). W latach 2005–2008 była prodziekanem Wydziału Humanistycznego AP.
W latach 70. i 80. XX w. działała społecznie. W 1972 objęła mandat radnej Rady Narodowej miasta Krakowa, a w 1975 została wybrana wiceprezydentem miasta. Od 1973 zasiadała w Centralnym Komitecie Stronnictwa Demokratycznego (członek partii od 1963), była również członkiem Prezydium (wybrana na Kongresie w 1981).
Była działaczką Polskiego Towarzystwa Turystyczno-Krajoznawczego. Pełniła funkcję wiceprezesa Oddziału Krakowskiego PTTK. Związana była także z Muzeum Regionalnym PTTK „Rydlówka”. W 2013 na XVIII Walnym Zjeździe PTTK w Warszawie została uhonorowana godnością Członka Honorowego PTTK.

## Wybrane publikacje naukowe
- Zajęcia fakultatywne w kształceniu polonistycznym, Państwowe Wydawnictwo Naukowe, Warszawa–Kraków 1978
- Powinnościowy model języka w dyskursie edukacyjnym, Wydawnictwo Naukowe Akademii Pedagogicznej, Kraków 2003

## Odznaczenia
- Krzyż Komandorski Orderu Odrodzenia Polski (2001)[8]
- Krzyż Oficerski Orderu Odrodzenia Polski[9].
- Krzyż Kawalerski Orderu Odrodzenia Polski[10]
- Złoty Krzyż Zasługi[7]
- Medal Komisji Edukacji Narodowej
- Złota Odznaka „Zasłużony Działacz Turystyki”[11]